# Grus i systemet
Grus i systemet er en dansk dokumentarfilm fra 1977 med instruktion og manuskript af Werner Hedman.

## Handling
En humoristisk dokumentarfilm om det danske postvæsen og de problemer, det giver for dets kunder, store som små, når virksomheden ikke lever op til sine forpligtelser. Filmen var beregnet til intern brug i postvæsenet.